# Pegalajar
Pegalajar er en by og kommune i det sydlige Spanien i provinsen Jaén. Den har et indbyggertal på 2.827 (2024) indbyggere.